# تعريب (سياسة)

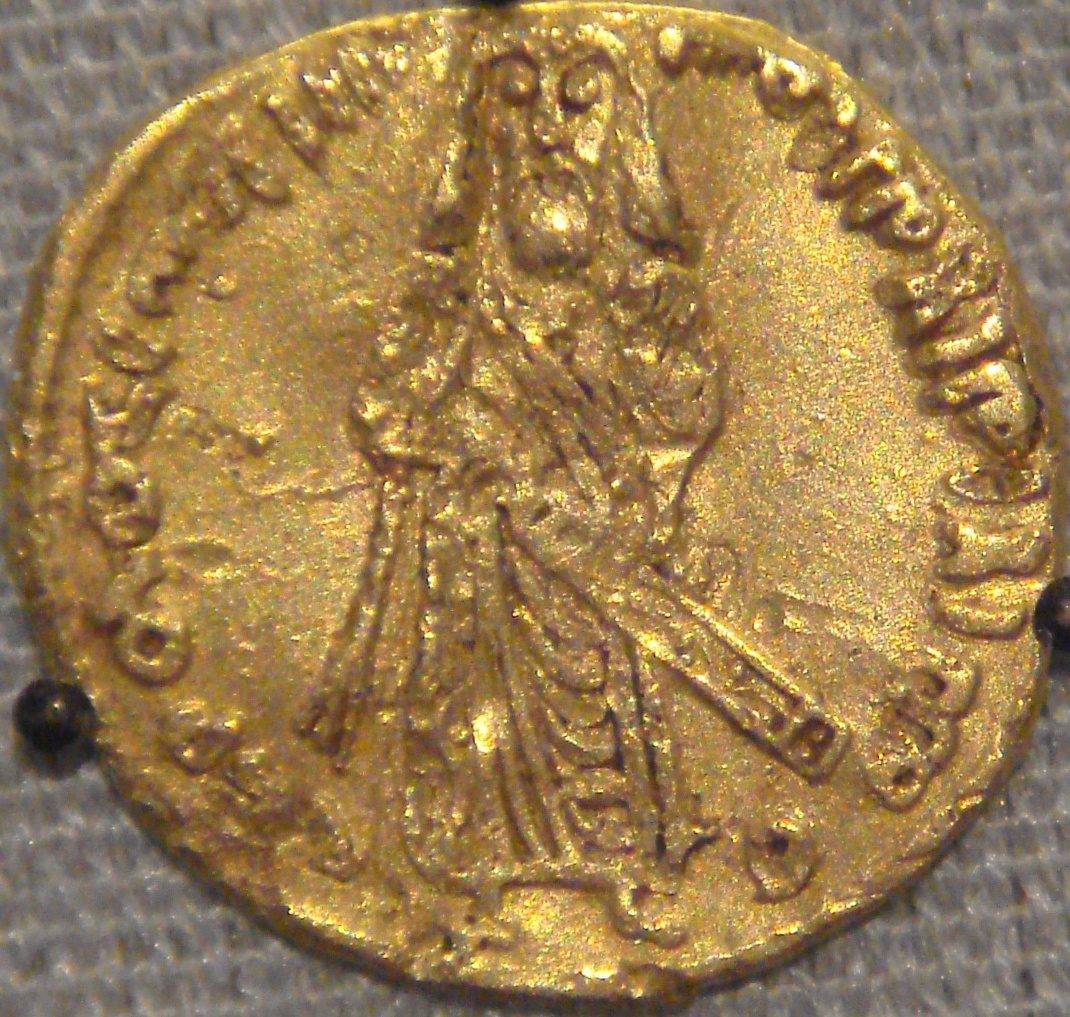
عبد الملك، أول من بدأ تعريب الدواوين في التاريخ الإسلامي والنقود.

التعريب يقصد به التأثير العربي المتزايد منذ الفتوحات الإسلامية للمناطق غير العربية، مما أدى إلى اعتمادها التدريجي للغة العربية و/أو دمجها في الثقافة العربية والهوية العربية والإسلام.[بحاجة لمصدر]
بعد توسع الإسلام في منطقة الحجاز، انتشرت الثقافة واللغة العربية خارج شبه الجزيرة العربية من خلال الفتح والتجارة والزيجات بين أفراد السكان المحليين غير العرب وعرب شبه الجزيرة. وبدأت اللغة العربية في العمل كنطقة مشتركة في هذه المناطق ونشأت اللهجات. على الرغم من أن اليمن يُعتبر تقليديا موطنا للعرب، إلا أن معظم السكان اليمنيين لم يتكلموا اللغة العربية قبل انتشار الإسلام، بل اللغات الجنوبية السامية. كان تأثير اللغة العربية عميقا أيضا في العديد من البلدان الأخرى، التي تأثرت ثقافاتها بالإسلام. كانت اللغة العربية مصدرا رئيسيا للمفردات لمختلف اللغات. بلغت هذه العملية ذروتها في القرن العاشر إلى القرن الرابع عشر، وهي نقطة الثقافة العربية، وعلى الرغم من أن العديد من الكلمات العربية لم تعد موجودة بعد، إلا أن الكثير منها ما زال قائما.

## تاريخ التعريب

الفتوحات الإسلامية 622 م إلى 750 م، تُظهر الخريطة توسع الخلافة الإسلامية جغرافياً والذي ترافق مع تعريب المناطق التي فتحها (غزاها) العرب الأصليون على مدى ثلاثة حقب متتالية بدءاً من القرن السابع ميلادي وهي: حقبة غزوات وحروب النبي (بالبني) ثم الحقبة الراشدية (بالبرتقالي) ثم الأموية (بالأصفر)، وقد شهدت السنوات التالية توقفاً نسبياً في التوسع العسكري الإسلامي في العالم القديم حتى العصر العثماني

### التعريب في أوائل الخلافة
كان أول وأهم مثال على «التعريب» هو الفتوحات أو الغزوات الإسلامية الأولى للنبي محمد وما بعده من الخلفاء الراشدون والأمويين. لقد بنوا إمبراطورية إسلامية نمت بشكل كبير خارج شبه الجزيرة العربية، ووصلت في نهاية المطاف إلى إسبانيا في الغرب وآسيا الوسطى إلى الشرق.

#### جنوب الجزيرة العربية
كانت اللغة العربية الجنوبية القديمة مدفوعة بالانقراض بسبب الفتح الإسلامي، حيث تم استبدالها بالعربية الفصحى المكتوبة بالخط العربي. خط المسند الذي استخدم لكتابتها سقطت خارج الاستخدام أيضا. الفرع الجنوبي الحديث للسامية، اللغات العربية الجنوبية الحديثة لا تزال حية حتى اليوم كلغات منطوقة.
على الرغم من أن اليمن يُعتبر تقليديا موطنا للعرب، إلا أن معظم سكان اليمنيين المستقرين لم يتحدثوا العربية (ولكن بدلا من ذلك اللغات الجنوبية السامية) قبل انتشار الإسلام.

#### شرق الجزيرة العربية
كان الناس المستقرون في شرق شبه الجزيرة العربية قبل الإسلام معظمهم من المتحدثين باللغة الآرامية وإلى حد ما ناطقين بالفارسية، في حين أن السريانية كانت كلغة مقدسة. وفقا للباحث المستعرب سرجيانت، فإن الشعب البحراني هم «الأحفاد المعربون السكان للمسيحيين (الآراميين) واليهود والفرس القدامى (مجوس) الذين أسلموا والذين يسكنون الجزيرة ويزرعون المقاطعات الساحلية في شرق الجزيرة العربية في وقت الفتح الإسلامي». في عصور ما قبل الإسلام، كان سكان شرق الجزيرة العربية يتألفون من العرب المسيحيين، والمسيحيين الآراميين، والزرادشتيين الناطقين بالفارسية، والزراعيين اليهود. حضارة دلمون في شرق الجزيرة العربية لم تكن عربية. ومع ذلك، فإن دلمون لا تزال حضارة سامية.

#### الهلال الخصيب والشام
بعد الإسلام، توحدت القبائل العربية تحت لواء الإسلام في الشام والهلال الخصيب، حتى قبل ظهور الإسلام، كان الشام بالفعل موطنا للعديد من الممالك العربية قبل الإسلام. مملكة البتراء النبطية التي كانت مقرها في الأردن، مملكة الغسانس التي كانت مقرها في الصحراء السورية. كانت بعض هذه الممالك تحت التأثير غير المباشر للرومان والبيزنطيين والساسانيين الفارسيين. كانت نسخة الأنباط التي تطورت في البتراء هي أساس النص العربي الحالي، في حين أن التراث العربي مليء بالشعر الذي يسجل الحروب بين قبائل شبه الجزيرة العربية الغساسين ولخمديس في منطقة سوريا. في القرن السابع، وبعد هيمنة المسلمين العرب في غضون بضع سنوات، تطورت المدن الحامية الرئيسية إلى مدن كبرى. كان العرب الناطقون باللغة العربية والآرامية، الذين كانوا يتشاركون في أصول سامية لغوية وثيقة مع العرب القحطانيين والعدنانيين، قد تم تعريبهم إلى حد ما. في بلاد ما بين النهرين-أشورستان (العراق الحديث، شمال شرق سوريا وجنوب شرق تركيا).

### مصر
منذ تأسيس المملكة البطلمية في الإسكندرية، كانت مصر تحت تأثير الثقافة اليونانية، ثم وقعت في وقت لاحق تحت سيطرة الإمبراطورية الفارسية والإمبراطورية الرومانية. في نهاية المطاف تم احتلالها من الرومان الشرقيين بعدها فتحت وأصبحت ظمن الدولة الأموية الإسلامية في القرن السابع الميلادي. اللغة القبطية، التي كانت مكتوبة باستخدام المتغير القبطي من الأبجدية اليونانية، كان متحدث بها في مصر قبل الفتح الإسلامي. نتيجة للتعريب الثقافي في مصر، بدأت استعمال اللغة العربية. احتفظت اللهجة المصرية العربية بعدد من الكلمات القبطية، كما أن القواعد النحوية لها بعض التأثير من القبطية أيضا. في الوقت الحالي، بقيت اللغة القبطية القديمة فقط لغة طقسية للكنيسة القبطية، ويتحدثها بطلاقة العديد من الكهنة المصريين.

### شمال افريقيا وايبيريا
لم تكن شمال إفريقيا ولا شبه الجزيرة الإيبيرية غريبة على الثقافة السامية: فقد سيطر الفينيقيون وفيما بعد القرطاجيين على أجزاء من شواطئ شمال أفريقيا وإيبيريا لأكثر من ثمانية قرون حتى تم قمعهم من قبل الرومان والاندفاعات الفاندالية والقوط الغربيون، الغزوات البربرية. بعد الغزو العربي لشمال إفريقيا، تحالفت القبائل الأمازيغية مع الجيوش العربية الأموية في غزو إسبانيا. في وقت لاحق، في 743 م، هزم الأمازيغ الجيوش الأموية العربية وطردهم لمعظم غرب أفريقيا (المغرب الأقصى) خلال ثورة البربر، ولكن ليس إقليم إفريقية التي بقيت عربية (شرق الجزائر، تونس، وغرب ليبيا). وبعد عدة قرون استقرت بعض القبائل العربية المهاجرة في بعض السهول في حين بقي البربر هم المجموعة المهيمنة بشكل رئيسي في المناطق الصحراوية بما في ذلك الجبال. ظلت منطقة شمال إفريقيا الداخلية مقتصرة على الأمازيغ حتى القرن الحادي عشر. شبه الجزيرة الايبيرية، من ناحية أخرى، ظلت معممة، خاصة في الجنوب، حتى القرن السادس عشر.
بعد الانتهاء من إنشاء مدينة المهدية العربية في تونس ونشر العقيدة الشيعية الإسلامية، غادر بعض من الفاطميين العرب تونس وأجزاء من شرق الجزائر إلى زيريزيد (972-1148). أدى غزو الإفريقية من قبل بنو هلال، وهي قبيلة بدوية عربية شبيهة بالحرب شجعها الفاطميون في مصر للاستيلاء على شمال أفريقيا، الحياة الحضرية والاقتصادية في المنطقة إلى مزيد من الانخفاض. كتب المؤرخ العربي ابن خلدون أن الأراضي التي دمرها غزاة بنو هلال أصبحت صحراء قاحلة تماما.

### التعريب في ايبيريا الإسلامية
بعد الفتح الإسلامي للأندلس، في ظل الحكم العربي الإسلامي، أدرجت أيبيريا (الأندلس) عناصر من اللغة والثقافة العربية. كان المستعربون مسيحيين إيبيريين عاشوا تحت الحكم العربي الإسلامي في الأندلس. بقي ذريتهم غير معتنقين للإسلام، لكنهم تبنوا عناصر من اللغة العربية والثقافة واللباس. كانوا في الغالب روم كاثوليك يمارسون طقوس المستعربين. كان معظم المستعربين من نسل المسيحيين القوطيين الأسبانيين وكانوا في الأساس من المتحدثين باللغة المستعربة تحت الحكم الإسلامي. كان الكثير منهم أيضا ما يسميه المستعرب ميكيل دي إيبالزا بـ «نيو موزاراب»\«المستعربون الجدد»، أي الأوروبيين الشماليين الذين جاءوا إلى شبه الجزيرة الإيبيرية واختاروا اللغة العربية، وبذلك دخلوا المجتمع المستعربي.
وإلى جانب المستعربين، تمكنت مجموعة أخرى من الناس في أيبريا في نهاية المطاف من تجاوز المستعربين من حيث عدد السكان والمعربين. هؤلاء هم المولودون أو المولودين، ومعظمهم من نسل الإسبانو-الباسك والقوط الغربيين الذين اعتنقوا الإسلام واعتمدوا الثقافة العربية واللباس واللغة. بحلول القرن الحادي عشر، كان معظم سكان الأندلس من المولودون، مع أقليات كبيرة من المسلمين الآخرين، والمستعربون، ويهود السفارديم. كان المولودون، مع البربر، العرب، وغيرهم من المسلمين (سقالبة) الذين أصبحوا يشاركون بشكل جماعي في أوروبا المسيحية باسم «الموري».
اللغة الأندلسية العربية كانت تحدث في أيبيريا خلال الحكم الإسلامي.

### التعريب في صقلية الإسلامية ومالطا وكريت
حدثت عملية مماثلة للتعريب واعتناق الإسلام في إمارة صقلية، وإمارة كريت، ومالطة، وإن كان ذلك لفترة زمنية أقصر بكثير من الأندلس. ومع ذلك، فقد أدى هذا إلى تطوير اللغة العربية الصقلية الميتة، والتي تستمد منها اللغة المالطية الحديثة وهي تستند إليها استنادا وثيقا.

### التعريب في السودان
في القرن الثاني عشر، هاجرت قبيلة الجعليين الهاشمية العربية إلى النوبة والسودان، واحتلتها في السابق على ضفتي النيل من الخرطوم إلى أبو حمد. يعود الجعليون في نسبهم إلى العباس بن عبد المطلب عم النبي محمد، وهم من أصل عربي ولكن الآن من الدم المختلط في الغالب مع شمال السودان والنوبيين. كانوا في وقت واحد تخضع لملوك فونج، ولكن موقفهم كان في تدبير مستقل. وقال يوهان لودفيج بوركهارت إن جلال الدين الحقيقي من الصحراء الشرقية للسودان يشبه تماماً بدو شرق شبه الجزيرة العربية.
في عام 1846، هاجر العديد من عرب الرشايدة من الحجاز في المملكة العربية السعودية الحالية إلى ما هو الآن إريتريا وشمال شرق السودان بعد أن اندلعت الحرب القبلية في وطنهم. تعيش الرشايدة في السودان وإريتريا على مقربة من شعب البجا. كما توجد أعداد كبيرة من بني رشيد في شبه الجزيرة العربية. هم مرتبطون بقبيلة بنو عبس. الرشيدة تتحدث الحجازية العربية.

### التعريب في الساحل
في العصور الوسطى، هاجر عرب البقارة، وهم مجموعة من الجماعات الإثنية العربية الذين يتحدثون لهجة تشادية الآن (وهي واحدة من اللهجات العربية في أفريقيا) إلى إفريقيا، لا سيما بين بحيرة تشاد وجنوب كردفان.
وهم يعيشون حاليا في حزام يمتد عبر السودان وتشاد والنيجر ونيجيريا والكاميرون وجمهورية أفريقيا الوسطى وجنوب السودان ويبلغ عددهم أكثر من ستة ملايين شخص. مثل غيرها من القبائل الناطقة بالعربية في الصحراء والساحل، قبائل البقارة لها أصل من قبائل الجهنية العربية الذين هاجروا مباشرة من شبه الجزيرة العربية أو من أجزاء أخرى من شمال أفريقيا.
اللغة العربية هي لغة رسمية في تشاد والسودان بالإضافة إلى أنها لغة وطنية في النيجر ومالي والسنغال وجنوب السودان. بالإضافة إلى ذلك، تتحدث اللهجات العربية بالأقليات في نيجيريا والكاميرون وجمهورية أفريقيا الوسطى.

## عكس التعريب

### الانعكاسات التاريخية

#### غزو مالطا (1091)
حاصر الغزاة مِدينة، المستوطنة الرئيسية في الجزيرة، لكن السكان تمكنوا من التفاوض على شروط السلام. أطلق المسلمون سراح الأسرى المسيحيين وأقسموا الولاء لروجر ودفعوا له جزية سنوية. قام جيش روجر بعد ذلك بنهب جوزو وعاد إلى صقلية مع الأسرى المحررين.
لم يؤد الهجوم إلى أي تغيير سياسي كبير، لكنه مهد الطريق لإعادة تنصير مالطا، والتي بدأت في عام 1127. وعلى مر القرون، تم تصوير غزو عام 1091 على أنه تحرير مالطا المسيحية من الحكم الإسلامي القمعي، ونشأ عنه عدد من التقاليد والأساطير، مثل الادعاء غير المحتمل بأن الكونت روجر أعطى ألوانه باللونين الأحمر والأبيض للمالطيين كألوان وطنية.

#### سقوط الأندلس
يعد سقوط الأندلس في إسبانيا المثال الأكثر بروزًا للعكس التاريخي للتعريب. تم عكس عملية التعريب والأسلمة حيث غزت الممالك ذات الغالبية المسيحية في شمال شبه الجزيرة طليطلة في 1212 وقرطبة في 1236. وقد كانت غرناطة آخر ما سقط من الأندلس في يناير 1492. تمت رومنة وتنصير المناطق التي تم فتحها في وقت لاحق، مع أن الثقافة واللغات والتقاليد الدينية المفروضة كانت تختلف عن تلك الموجودة في مملكة القوط الغربيين السابقة.

### العكس في العصر الحديث
في العصر الحديث، حدثت تطورات سياسية مختلفة لعكس عملية التعريب. ومن أبرز هذه التطورات:
- تقديم الأبجدية اللاتينية عام 1929 بدلاً من الأبجدية العربية في تركيا كجزء من الإصلاحات الكمالية.
- تأسيس دولة إسرائيل غير العربية في عام 1948 وفي منطقة كان يسيطر عليها العرب سابقًا.[16]
- التأسيس الأخير للسياسات التي يهيمن عليها الكرد في بلاد ما بين النهرين مثل كردستان العراق والاتحاد الديمقراطي متعدد الأعراق في شمال سوريا.[17]
- البربرية هي حركة سياسية ثقافية بربرية ذات قومية أو جغرافية أو ثقافية موجودة في الجزائر والمغرب وشمال إفريقيا بما في ذلك مالي. الحركة البربرية تعارض التعريب الثقافي الذي يحركه الإسلاميون والأيديولوجية السياسية للعروبة وترتبط أيضًا بالعلمانية.
- هناك حملة طويلة في إيران لإزالة الكلمات الدخيلة العربية من اللغة الفارسية أو حتى محاولات التخلي عن الأبجدية العربية لأبجدية مختلفة، على سبيل المثال الأبجدية المانوية، إلا أن الأمر يعتبر بالغ الصعوبة حيث أن مفردات اللغة العربية تصل إلى 60% من اللغة الفارسية.[18][19]
- انتقد سلطان جوهر إبراهيم إسماعيل تعريب الملايو.[20] وقد حث على الحفاظ على ثقافة الملايو بدلاً من إدخال الثقافة العربية.[21] كما دعا الناس إلى عدم اعتبار النساء غير المحجبات، وإلى المصافحة الجنسية المختلطة واستخدام الكلمات العربية بدلاً من الكلمات الملاوية.[22] وقد اقترح المملكة العربية السعودية كوجهة لأولئك الذين يريدون الثقافة العربية.[23][24] وقال إنه سوف يلتزم بثقافة الملايو بنفسه.[25][26] لكن خبير القانون الدستوري الماليزي عبد العزيز باري إن الإسلام والثقافة العربية متشابكان وانتقد سلطان جوهر لما قاله ونصحه "بأن يستشير المفتي قبل حديثه الجدلي وإلا فإنه يطلق النار على نفسه" وأن يستبدل لقبه "السلطان" ذو الأصل العربي في القرآن الكريم بلقب آخر.[27] وقد انتقد داتوك حارس قاسم قائد دائرة سيلانغور الدينية الإسلامية السلطان أيضا على تصريحاته.[28]